# Ira Newble
Ira Newble, né le 20 janvier 1975 à Détroit, dans le Michigan, est un ancien joueur américain de basket-ball. Il évolue aux postes d'ailier et d'ailier fort.

## Pour approfondir